# 国际自由意志团结
国际自由意志团结（英語：International Libertarian Solidarity，缩写为SIL）是一个已不存在的无政府主义国际组织。
该组织成立于2001年。该组织有超过20个成员组织，它们来自美洲、欧洲、中东和非洲。2005年，该组织解散。
该组织宣称对无政府主义者、无政府工团主义者、革命工团主义者、明确的反国家主义者以及遵循自由意志信条的不隶属任何党派的社会组织开放

。

## 成员组织
- 阿根廷 AUCA
- 阿根廷 自由意志社会主义组织（法语：Organisation socialiste libertaire (Argentine)）
- 巴西 自由意志战斗
- 巴西 巴西工人联盟（英语：Brazilian Workers' Confederation）
- 加拿大  美国 东北无政府共产主义者联合会（法语：Fédération des communistes libertaires du Nord-Est）
- 捷克 ORA-团结
- 法國 彻底反勒庞支部（英语：Section carrément anti-Le Pen）
- 法國 自由意志和社会攻势（法语：Offensive libertaire et sociale）
- 法國 自由意志替代（英语：Alternative libertaire）
- 法國 自由意志共产主义组织（法语：Organisation communiste libertaire）
- 希腊 自由意志工团主义联盟（英语：Libertarian Syndicalist Union）
- 愛爾蘭 工人团结运动
- 義大利 无政府共产主义者联合会
- 義大利 意大利基层联盟乌尼科巴斯（義大利語：Confederazione italiana di base Unicobas）
- 黎巴嫩 解放替代
- 墨西哥 瓦哈卡人民原住民委员会“里卡多·弗洛雷斯·马贡”
- 西班牙 劳动总联盟（英语：General Confederation of Labour (Spain)）
- 西班牙 自由意志互助网络
- 瑞典 瑞典工人中央组织（英语：SAC Syndikalisterna）
- 瑞士 自由意志社会主义组织（法语：Organisation socialiste libertaire (Suisse)）
- 南非 斗争无政府共产主义阵线（英语：Zabalaza Anarchist Communist Front）
- 乌拉圭 乌拉圭无政府主义联合会（英语：Uruguayan Anarchist Federation）